# Magne (ruisseau)
 (mars 2012).
Si vous disposez d'ouvrages ou d'articles de référence ou si vous connaissez des sites web de qualité traitant du thème abordé ici, merci de compléter l'article en donnant les références utiles à sa vérifiabilité et en les liant à la section « Notes et références ».
Pour les articles homonymes, voir Magne.
La Magne est un ruisseau de Belgique, affluent de la Vesdre, faisant partie du bassin versant de la Meuse dans la province de Liège. Elle prend sa source entre Herve et Bruyère et se jette dans la Vesdre à Prayon.

## Toponymie
À sa source, près de Herve la Magne s'appelle le Ri des Six-Bacs ou en wallon Ri dè Six Batches et sur son cours supérieur et avant le village de Soumagne : Au-Hac. Les Six Fontaines, en wallon Lu Six Batches, est une construction composée de 6 bacs de pierre. Chaque bac a, selon la légende, sa propre particularité :
- Lu batch à djvas : abreuver les chevaux
- Lu batch à pourcès : lavage des porcs
- Lu grand batch : pour les lavandières
- Lu p'tit batch : nettoyer les boyaux
- Lu reû batch : pour les usages domestiques
- Lu batch Lecomte : la meilleure eau. Le nom vient d'une famille hervienne, les Lecomte, qui ne buvait que cette eau. La légende voulait que l'eau de ce bac se transformerait en vin le soir de Noël, mais que ceci porterait malheur à celui qui en boirait.

À hauteur d'Ayeneux, elle est appelée le Ri d’Ayeneux. *À hauteur du château de Wégimont, un bief parallèle est aménagé, le bief du Comte, lequel amène les eaux aux moulins.  Ce bief est appelé aussi Ri des Planches. À hauteur de Saint-Hadelin, la Magne se nomme Ri de Bonne-Hépont avant de disparaître dans un chantoir au lieu-dit Magne-Trô. De sa résurgence et jusqu'à son conﬂuent avec la Vesdre, le Ri de Soumagne porte le nom de Ri du Coup-de-viole du nom d'un vieux moulin ou Ri du fond de Forêt, et a porté le nom de Ri de Saint-Hadelin.

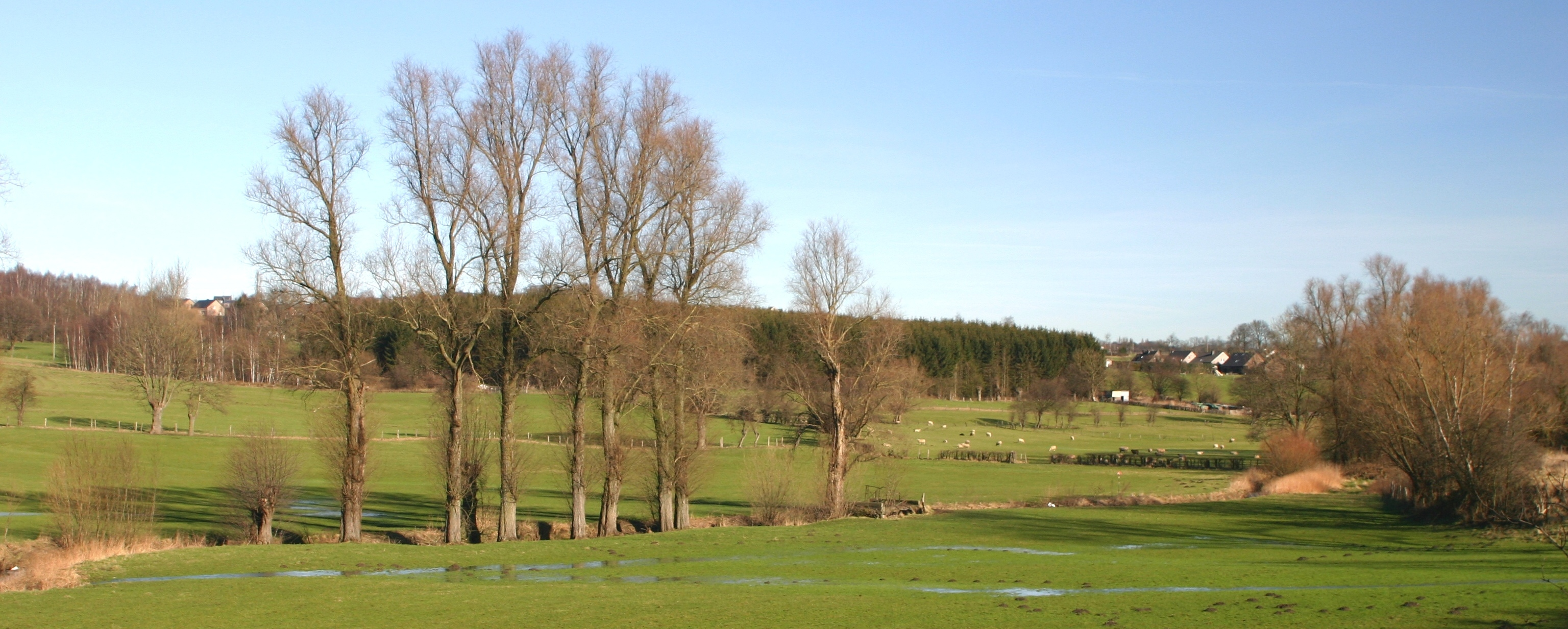
La Magne entre Xhendelesse et Soumagne